# Ficus torrentium
Ficus torrentium är en mullbärsväxtart som beskrevs av Joseph Marie Henry Alfred Perrier de la Bâthie. Ficus torrentium ingår i släktet fikonsläktet, och familjen mullbärsväxter. Inga underarter finns listade i Catalogue of Life.